# Oriental Bay
Oriental Bay est une baie et une banlieue de la cité de Wellington, la capitale de la Nouvelle-Zélande située dans le sud de l’île du Nord.
À noter qu’il s’agit à la fois d’une plage incroyablement populaire et d’un centre luxueux d’affluence dans la cité, qui est localisée tout près du Central Business District sur le port de Wellington (en). 

## Présentation
Surnommée the Riviera of the South , elle est connue autant à travers le monde que localement, la banlieue offre la plage la plus proche du centre de la cité et est ainsi une destination habituelle pour les locaux tout comme pour les visiteurs de Wellington, qui l’apprécient spécialement lors des mois les plus chauds (de décembre à mars),.

## Situation
Située contre les pentes nord du Mont Victoria, la banlieue siège à 1,5 kilomètres au sud-est du centre de la cité, au point de départ de la route côtière, qui continue au-delà de la banlieue de Hataitai autour d’Evans Bay.

## Toponymie
À l’origine nommée Duppa Bay, d’après son seul résident initial, George Duppa, en 1843.
Elle fut rebaptisée d’après l'un des premiers bateaux qui amena des colons dans le secteur de Wellington- nommé l’Oriental de la ship Oriental (en), qui arriva en Nouvelle-Zélande en 1840.

## Population
Selon le recensement néo-zélandais de 2013, Oriental Bay avait une population de 1 056 habitants, en diminution de 60 résidents par rapport à 2006.

## Histoire
Initialement décrite comme le reste d’un dreary-looking spot (endroit morne) formé de rochers entre les falaises et la mer.  
La zone était à l’origine une ferme agricole et était utilisée comme lieu de quarantaine avec une infirmerie et des tentes disposées sur la plage pour la mise en quarantaine des étrangers  et aussi par les chasseurs de baleines, d’où une odeur âcre issue de la cuisson de la graisse des baleines.
La colonisation de ce secteur commença vraiment dans les années 1880 et s’étendit avec le développement d’aménagements publics au début des années 1900 tels-que les bains Te Aro Baths  et la rotonde de l’orchestre du Band Rotunda en 1918

### AuXIXesiècle
Elle a bénéficié d’une rénovation considérable depuis l’époque du début de la colonisation. 
La Painted Ladies et les autres maisons historiques, telles que celles de style distinctement wellingtonienne de type style paquebot, sont proéminentes, tout le long de la côte et aussi en remontant dans les collines, qui font face à la baie.

### AuXXesiècle
De nombreux éléments marquants du paysage ont ainsi été construits au XXe siècle, tels que les grandes maisons modernes de style paquebot comme le bâtiment Olympus et les appartements de l’immeuble Anscombe ou la piscine moderniste Freyberg Pool (en) construite dans les années 1960, (qui se projette dans le port et est ainsi nommée d’après Lord Freyberg, qui adorait la plage dans sa jeunesse).

### AuXXIesiècle
La plage fut aménagée en 2002 par l’action du conseil municipal de Wellington (en).
Toutefois, la rénovation la plus importante de la plage est intervenue en 2004, quand 22 000 tonnes de sable furent apportées par bateau, provenant spécialement de la  Wainui Bay dans le secteur de la Golden Bay, dans l’ île du Sud et qui furent utilisés pour étendre à la fois les plages d’Oriental et Freyberg pour reconstruire la plage, qui avait été emportée par la mer au cours des années précédentes. 
En décembre 2016, la journée des seins nus (en) se tint au niveau de la plage d’Oriental Bay.

## Activités
Durant les mois d’été, Oriental Bay devient un havre d’activités de plein air.
La plage semble couverte de plaisanciers, de fêtards et de familles.
La fontaine Carter (en) est un élément distinctif de la baie, tout comme les barges en bois, qui sont souvent couvertes de baigneurs. 
Une petite partie de la baie, qui siège à côté du bassin Freyberg, est connue comme la Freyberg Bay d’après Lord Freyberg.

## Résidents notables
- Sam Neill : acteur
- Bob Hoskins : acteur
- Kerry Prendergast : ancien maire de Wellington
- Jane Campion : productrice de film, gagnante de l’award de l’Académie du film, première femme à avoir été récompensée à Cannes pour son film La Leçon de piano.
- Robyn Kahukiwa (en) : artiste maori de Nouvelle-Zélande
- Emily Watson : actrice

## Images d’Oriental Bay

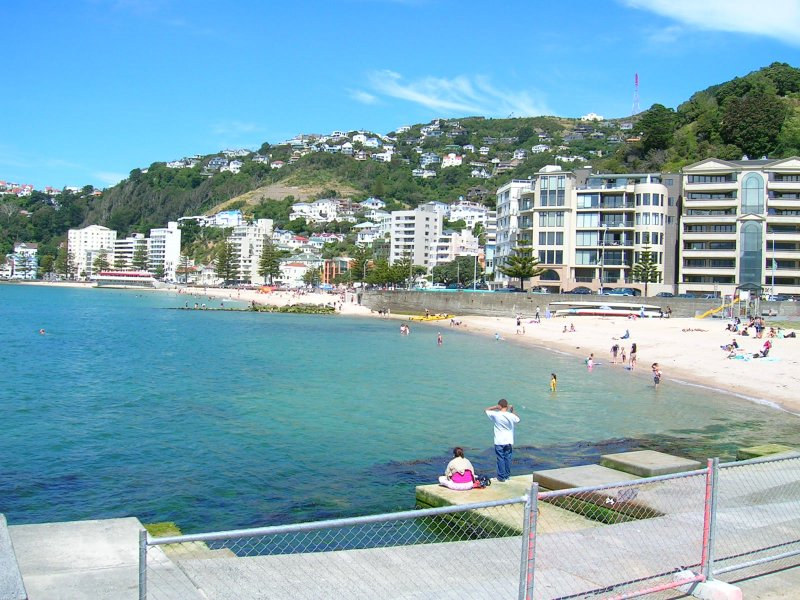
Plage d’Oriental Bay
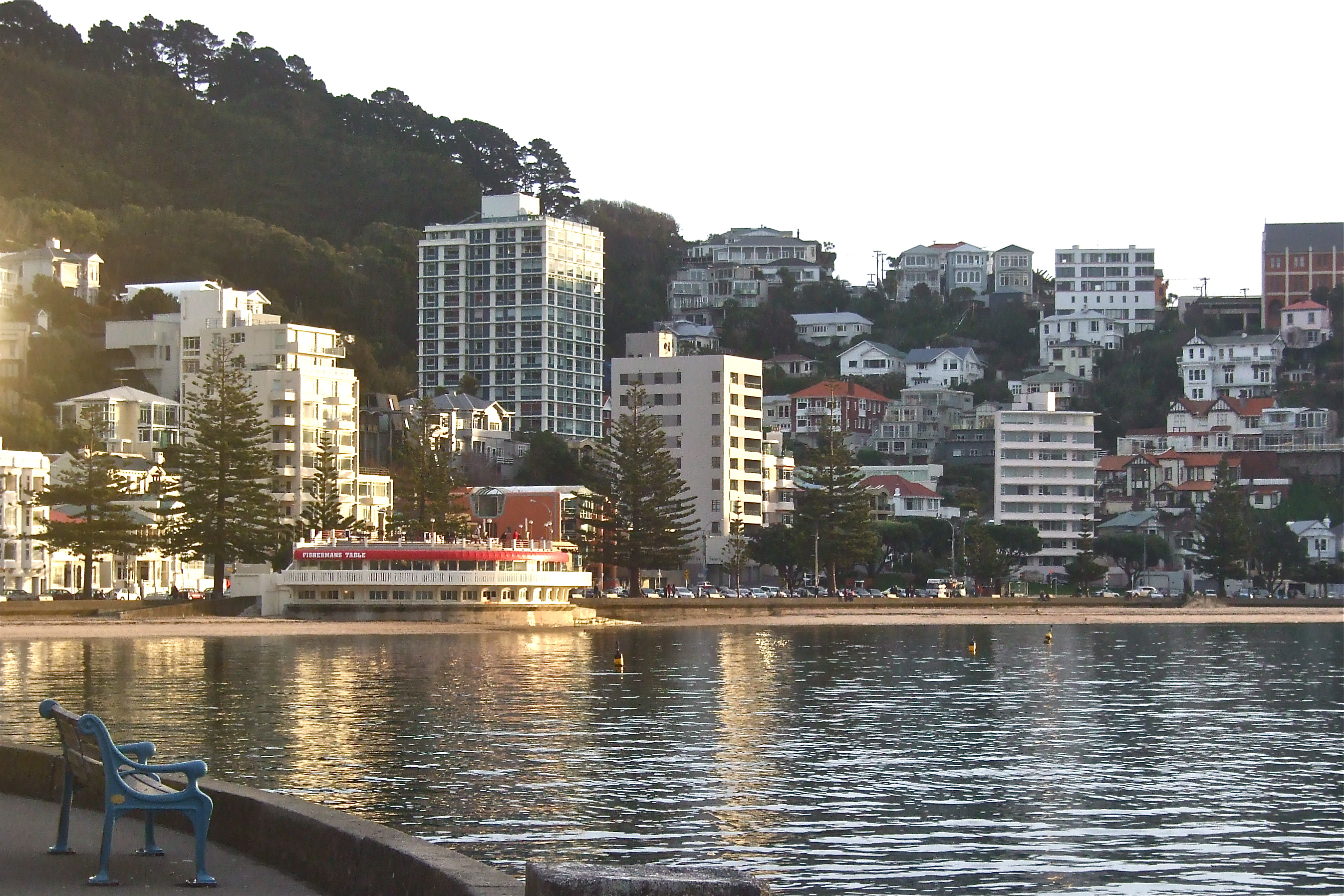
Oriental Bay  au soleil couchant
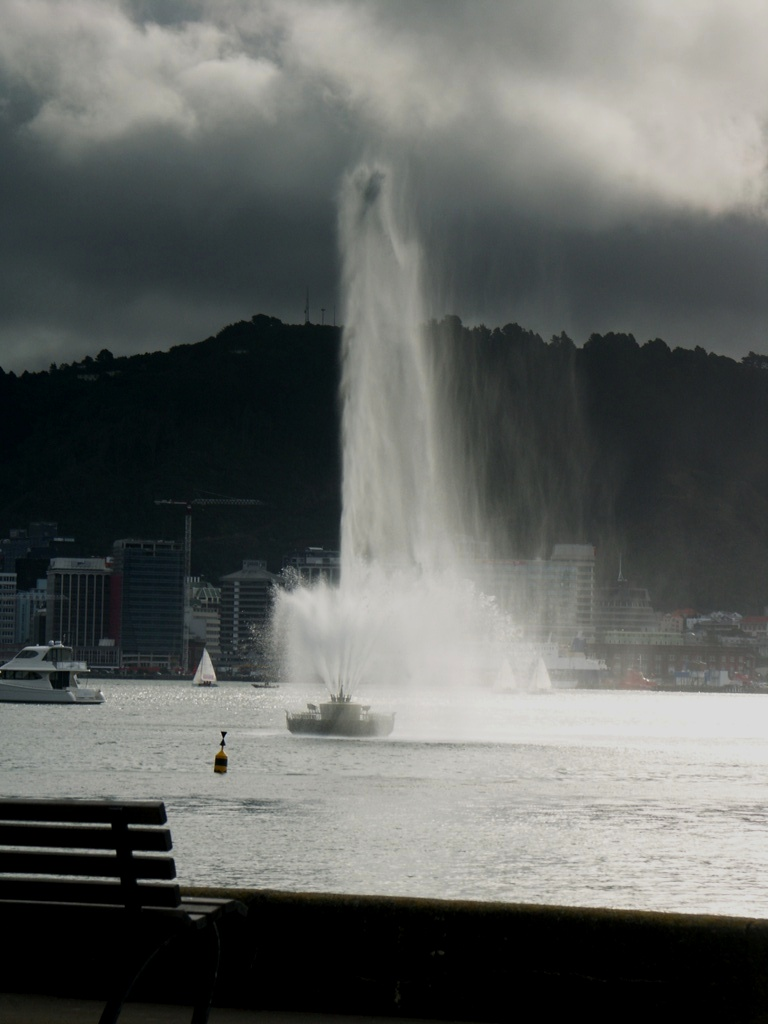
fontaine Carter (en)
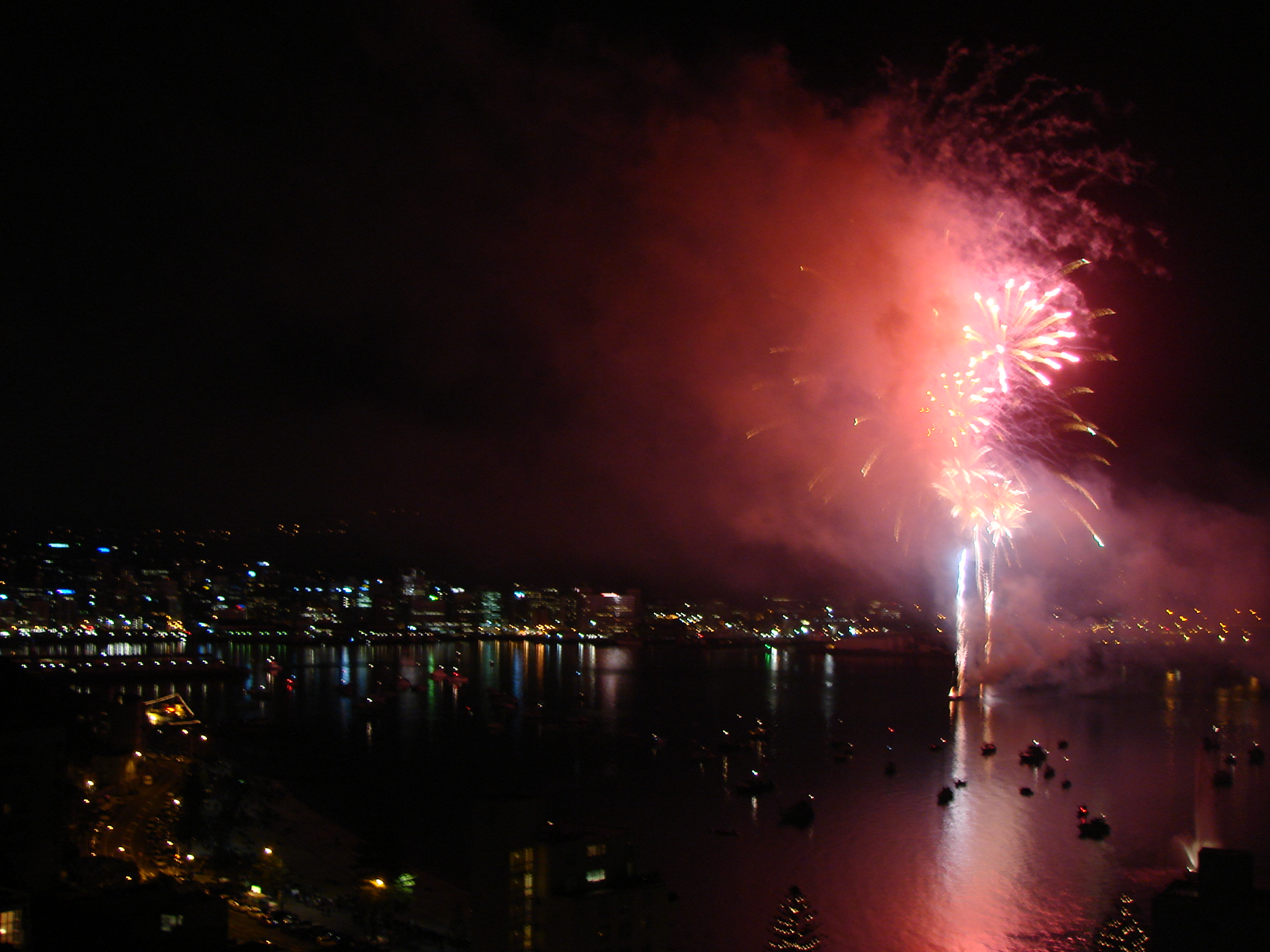
Feux d’artifice dans Oriental Bay
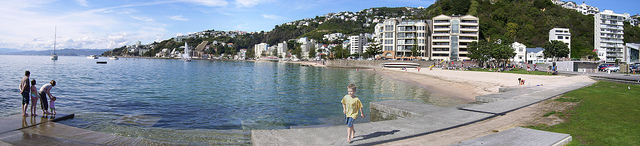
Panorama d’Oriental Bay, Wellington